# Emerson, Lake & Palmer
Emerson, Lake & Palmer (сокращенно ELP) — английская рок-группа направления прогрессивный рок, образованная в 1970 году, названная по фамилиям трёх её участников: Кита Эмерсона, Грега Лейка и Карла Палмера. ELP считается одной из первых «супергрупп», поскольку все её участники получили широкую известность до вхождения в группу: Эмерсон ранее играл в группе The Nice, Лейк — в King Crimson, а Палмер — в Crazy World of Arthur Brown и Atomic Rooster.

## История

### С 1970 по 1977
Основа группы ELP была образована Китом Эмерсоном и Грегом Лейком в 1969 году. В ходе совместной работы они начали поиск барабанщика. Их выбор пал на Митча Митчелла — барабанщика Джими Хендрикса. Митчелл счёл предложение неинтересным для себя, но рассказал о группе Хендриксу — у них возникла идея поджемовать вместе. Хендриксу идея понравилась, поскольку он хотел попробовать себя в несколько ином направлении музыки, чем прежде. К тому времени к группе присоединился Карл Палмер, и квартет исполнил джем после второго своего концерта на фестивале Isle of Wight (где группу встретили весьма прохладно). Были даже планы назвать группу «HELP» — «Hendrix, Emerson, Lake & Palmer», однако этому не суждено было случиться из-за скорой смерти Хендрикса.
Первые четыре года были самыми плодотворными для группы. Лейк спродюсировал первые шесть альбомов, начиная с первого Emerson, Lake & Palmer (1970), в котором был хит «Lucky Man». Последовавший вскоре второй альбом Tarkus (1971) стал первым успешным концептуальным альбомом, описывающим историю «обратной эволюции». Запись выступления группы в марте 1971 года в Ньюкасле, на котором была исполнена своя интерпретация «Картинок с выставки» Мусоргского, была выпущена в продажу по низкой цене, но стала одним из самых заметных успехов группы. В альбоме 1972 года Trilogy можно услышать самый популярный хит ELP — балладу «From the Beginning». В сентябре 1972 года группа выступила хедлайнером на чествовании победителей опроса журнала Melody Maker на тему лучших музыкантов.
В конце 1973 года вышел альбом Brain Salad Surgery с обложкой Ганса Руди Гигера, который стал самым известным студийным альбомом группы («Токката» из этого альбома является обработкой финала Первого фортепианного концерта аргентинского композитора Альберто Хинастеры). Часть текстов песен к альбому сочинил Питер Синфилд, который был создателем концепции группы King Crimson и автором текстов первых её четырёх альбомов. Последовавший за выпуском альбома концертный тур документирован объёмным трёхдисковым концертным альбомом Welcome Back My Friends to the Show That Never Ends… Ladies and Gentlemen, Emerson, Lake & Palmer (1974 года). По окончании тура группа разошлась, но участники договорились воссоединиться через три года.
Палмер отмечает:
В Англии нас называли самой помпезной из всех групп — экстравагантной, вычурной и так далее. Мы же удивлялись некомпетентности критиков, когда те пытались писать о музыке. Они несли полную чушь, но на одного из нас это настолько подействовало, что с 1974 года мы перенесли своё внимание на Америку, где пресса нас почти не трогала.

### С 1977 по 1991
В 1977 году Эмерсон, Лейк и Палмер сошлись вновь. За прошедшее время они с различным успехом вели сольную карьеру, наибольших успехов добился Лейк, чей сингл I Believe in Father Christmas, на слова Синфилда чуть-чуть не занял первое место в рождественских чартах 1975 года. Название их нового совместного двойного альбома Works Volume 1 (англ. «Сочинения, том I») отражало его пёстрое содержимое: на сочинения каждого из участников, написанные в период бездействия группы, было отведено по стороне пластинки, и лишь последняя, четвёртая, содержала совместно написанный материал. Звучание группы претерпело существенные изменения: к привычным переработкам классики («The Enemy God Dances With The Black Spirits» — переработка Палмером Прокофьева) и акустическим балладам Лейка добавилось оркестровое звучание, а Эмерсон заполнил всю отведённую ему часть 18-минутным фортепианным концертом.
В 1977 году ELP отправились в турне с симфоническим оркестром из более 130 музыкантов. В ходе турне возникли осложнения с профсоюзом музыкантов, запрещавшим давать более трёх концертов в неделю и перемещаться более чем на 250 миль в сутки. В результате после двух недель турне группа потеряла около трёх миллионов долларов. Было принято решение отказаться от оркестра и продолжать турне в формате трио.
В 1978 году, после окончания турне, был выпущен сборник композиций, не вошедших в альбом Works Volume 1, названный Works Volume 2. Группа пожелала взять перерыв на несколько лет, чтобы каждый смог заняться сольной деятельностью, но, по условиям контракта с Atlantic Records, до этого музыканты должны были выпустить ещё один новый альбом. Love Beach был записан летом 1978 года на Багамах, но не имел коммерческого успеха. По мнению многих поклонников и критиков, он является самым слабым альбомом группы.
В декабре 1979 года группа заявила о распаде. Кит Эмерсон занялся написанием музыки к фильмам, Карл Палмер организовал свою группу PM, позже поучаствовал в супергруппе Asia. Грег Лейк выпустил два довольно успешных сольных альбома совместно с Гэри Муром.
В 1985 году Джим Льюис, вице-президент Polydor Records, обратился к Эмерсону насчёт возможности воссоединения трио. Лейк согласился участвовать в проекте, Палмер не смог присоединиться из-за контрактных обязательств перед Asia. Ударником стал легендарный Кози Пауэлл, игравший ранее в Rainbow, Whitesnake и других известных группах. Был записан альбом Emerson, Lake and Powell, группа провела турне по Соединённым Штатам, после чего проект распался. В 1987 году Эмерсон, Палмер и Роберт Берри организовали группу 3 (The Three), провели успешный тур по США, в 1988 году выпустили студийный альбом To the Power of 3, который не имел коммерческого успеха.

### С 1991 по 2008
В 1991 году Эмерсон, Лейк и Палмер получили очередное предложение работать вместе. Группа вернулась к активной деятельности. Новый альбом Black Moon был выпущен в 1992 году, классический звук ELP дополнился возможностями новейших инструментов и технологий, композиции стали покороче, чем в 1970-е годы, и более доступными для современной широкой публики. Группа активно выступала на протяжении 1992 и 1993 годов, был намечен выпуск очередного альбома. Но к этому времени у Эмерсона возникли проблемы с нервом кисти руки, ему пришлось перенести хирургическую операцию. В результате запись нового альбома In The Hot Seat получилась скомканной, альбом не производил цельного впечатления. Группа договорилась взять очередной двухлетний перерыв.
В 1996 году музыканты провели очень успешный тур совместно с Jethro Tull, очень благоприятно освещаемый прессой. В 1997 и 1998 годах группа продолжала активно выступать. Была запланирована работа над новым концептуальным альбомом. Но возникшие разногласия по поводу продюсирования будущей работы привели к очередному распаду группы.
Эмерсон на время воссоединился со своими коллегами из The Nice для проведения небольшого тура и выпуска концертного альбома Vivacitas. После чего собрал свою группу Keith Emerson Band, с которой проводил небольшие турне вплоть до своей смерти в марте 2016 года.
Карл Палмер поучаствовал в проекте Qango вместе со своим бывшим коллегой по Asia Джоном Уэттоном, сейчас[когда?] выступает с собственной группой Carl Palmer Band. Грег Лейк тоже собрал свою группу, гитаристом которой стал молодой немецкий музыкант Флориан Опале, игравший с Яном Андерсоном из Jethro Tull. Один из концертов был снят и выпущен на DVD.

### Воссоединение
В марте 2009 года Карл Палмер на своём сайте сделал заявление о том, что в конце 2009 года участники группы соберутся вместе, однако вновь давшие о себе знать проблемы с рукой Кита Эмерсона поставили под угрозу не только воссоединение ELP, но и тур Эмерсона с Марком Бониллой.
В ноябре 2009 года новый сайт ELP утверждал, что группа воссоединится для первого «High Voltage Festival», который анонсирован Mean Fiddler и журналом Classic Rock.

### 2010-е
14 мая 2010 года Emerson, Lake & Palmer выпускают свой концертный альбом «A Time and a Place».
25 июля 2010 года Emerson, Lake & Palmer сыграли юбилейный концерт в Лондоне на «High Voltage Festival», посвящённый 40-летию их совместного творчества. 5 октября 2010 года выходит концертный альбом «High Voltage».
В 2010 году Keith Emerson Band (с Марком Бониллой) выпускает концертный альбом и видео «Moscow» (CD & DVD).
22 февраля 2011 года Emerson, Lake & Palmer выпускают концертный альбом «Live at Nassau Coliseum '78», а 6 декабря 2011 года — концертный альбом «Live at the Mar Y Sol Festival '72».
В 2012 году Emerson, Lake & Palmer выпускают очередной концертный альбом «Live in California 1974», тогда же выходит концертный альбом «Live in Concert & More…» (2012) (с ранее выпущенными официальными бутлегами Live in Concert и The Sprocket Sessions).
В 2013 году Emerson, Lake & Palmer выпускают очередной концертный альбом «Live in Montreal 1977».
В 2012 году проект Кита Эмерсона под названием The Three Fates Project (с Марком Бониллой и Терье Миккельсеном) выпускают одноименный студийный альбом.
В 2013 году Грег Лейк выпускает свой сольный студийный альбом «Songs of a Lifetime». В 2014 году Кит Эмерсон совместно с Грегом Лейком выпускают концертный альбом "Live from Manticore Hall ".
В 2015 году Emerson, Lake & Palmer выпускают концертные альбомы «Once Upon a Time: Live in South America» и «Live at Montreux 1997».
В 2015 году Грег Лейк с Джеффом Даунсом выпускает студийный альбом «Ride the Tiger»
В ночь с 10 на 11 марта 2016 года Кит Эмерсон застрелился в собственном доме в Санта-Монике. Тело с признаками самоубийства было обнаружено в 1:45.
2 июня 2016 года в Нью-Йорке Карл Палмер отправился в тур «Carl Palmer’s ELP Legacy Tour 2016», в 25-ю дату североамериканского тура.
7 декабря 2016 года Грег Лейк скончался после продолжительной борьбы с раком, пережив Кита Эмерсона менее чем на девять месяцев. Карл Палмер остался единственным оставшимся в живых участником группы.
20 февраля 2017 Carl Palmer’s ELP Legacy (Наследие ЭЛП Карла Палмера) объявили о своем мировом турне под названием «2017 Emerson, Lake & Palmer Lives On! World Tour.»
В 2017 году выпускается концертный альбом Emerson, Lake & Palmer «Masters from The Vaults» (CD), который раннее был выпущен на видео (DVD) в 2004 году с одноимённым названием Masters from The Vaults (DVD, 2004).
29 января 2018 года на официальном сайте Карла Палмера анонсировано турне Carl Palmer’s ELP Legacy на 2018 год.

## Состав группы
- Кит Эмерсон — клавишные (1969—1979, 1985—1988, 1991—1998, 2010, 2014).
- Грег Лейк — вокал, бас-гитара, гитара (1969—1979, 1985—1988, 1991—1998, 2010, 2014).
- Карл Палмер — ударные (1969—1979, 1991—1998, 2010, 2014—2018).
- Кози Пауэлл — ударные (1985—1986).
- Роберт Берри — вокал, гитара, бас-гитара (1988—1989).

## Дискография

### Студийные альбомы
| Название альбома                                                                                      | Данные альбома                                             | Высшие позиции в чартах | Высшие позиции в чартах | Высшие позиции в чартах | Высшие позиции в чартах | Высшие позиции в чартах | Высшие позиции в чартах | Высшие позиции в чартах | Высшие позиции в чартах | Высшие позиции в чартах | Высшие позиции в чартах | Сертификации (уровень продаж)     |
| Название альбома                                                                                      | Данные альбома                                             | UK                      | AUT                     | CAN                     | FIN                     | GER                     | ITA                     | NED                     | NOR                     | SWI                     | US                      | Сертификации (уровень продаж)     |
| --- | ---------------------------------------------------------- | ----------------------- | ----------------------- | ----------------------- | ----------------------- | ----------------------- | ----------------------- | ----------------------- | ----------------------- | ----------------------- | ----------------------- | --------------------------------- |
| Emerson, Lake & Palmer                                                                                | - Дата выпуска: 20 ноября 1970 года - Лейбл: Island        | 4                       | —                       | 17                      | —                       | 7                       | 20                      | 4                       | 18                      | —                       | 18                      | - US: Gold                        |
| Tarkus                                                                                                | - Дата выпуска: 14 июня 1971 года - Лейбл: Island          | 1                       | —                       | 12                      | 6                       | 4                       | 1                       | 6                       | 7                       | —                       | 9                       | - US: Gold                        |
| Trilogy                                                                                               | - Дата выпуска: 6 июля 1972 года - Лейбл: Island           | 2                       | —                       | 5                       | 2                       | 6                       | 2                       | 4                       | 4                       | —                       | 5                       | - US: Gold                        |
| Brain Salad Surgery                                                                                   | - Дата выпуска:19 ноября 1973 года - Лейбл: Manticore      | 2                       | 5                       | 10                      | 26                      | 18                      | 9                       | —                       | 5                       | —                       | 11                      | - UK: Gold - US: Gold             |
| Works Volume 1                                                                                        | - Дата выпуска:17 марта 1977 - Лейбл: Atlantic             | 9                       | 11                      | 17                      | —                       | 10                      | 5                       | 17                      | 11                      | —                       | 12                      | - UK: Gold - CAN: Gold - US: Gold |
| Works Volume 2                                                                                        | - Дата выпуска: 1 ноября 1977 года - Лейбл: Atlantic       | 20                      | —                       | 34                      | —                       | 50                      | —                       | —                       | —                       | —                       | 37                      | - US: Gold                        |
| Love Beach                                                                                            | - Дата выпуска:18 ноября 1978 года - Лейбл: Atlantic       | 48                      | —                       | 52                      | —                       | —                       | —                       | —                       | —                       | —                       | 55                      | - UK: Silver - US: Gold           |
| Emerson, Lake and Powell                                                                              | - Дата выпуска: 26 мая 1986 года - Лейбл: Polydor          | 35                      | —                       | —                       | —                       | —                       | —                       | —                       | —                       | —                       | —                       |                                   |
| To the Power of Three                                                                                 | - Дата выпуска: 25 марта 1988 года - Лейбл: Geffen Records | —                       | —                       | —                       | —                       | —                       | —                       | —                       | —                       | —                       | 97                      |                                   |
| Black Moon                                                                                            | - Дата выпуска: 27 июня 1992 года - Лейбл: Victory         | —                       | —                       | 66                      | —                       | 45                      | —                       | 77                      | —                       | 23                      | 78                      |                                   |
| In the Hot Seat                                                                                       | - Дата выпуска: 27 сентября 1994 года - Лейбл: Victory     | —                       | —                       | —                       | —                       | —                       | —                       | —                       | —                       | —                       | —                       |                                   |
| «—» обозначает релизы (выпуски), которые не попали в чарты или не были выпущены на данной территории. |                                                            |                         |                         |                         |                         |                         |                         |                         |                         |                         |                         |                                   |

### Концертные альбомы
| Название альбома                                                                                      | Данные альбома                                          | Высшие позиции в чартах | Высшие позиции в чартах | Высшие позиции в чартах | Высшие позиции в чартах | Высшие позиции в чартах | Высшие позиции в чартах | Высшие позиции в чартах | Высшие позиции в чартах | Высшие позиции в чартах | Сертификации (уровень продаж) |
| Название альбома                                                                                      | Данные альбома                                          | UK                      | AUT                     | CAN                     | FIN                     | GER                     | ITA                     | NED                     | NOR                     | US                      | Сертификации (уровень продаж) |
| --- | ------------------------------------------------------- | ----------------------- | ----------------------- | ----------------------- | ----------------------- | ----------------------- | ----------------------- | ----------------------- | ----------------------- | ----------------------- | ----------------------------- |
| Pictures at an Exhibition                                                                             | - Дата выпуска: Ноябрь 1971 - Лейбл: Island             | 3                       | —                       | 3                       | 8                       | 9                       | 5                       | 6                       | 18                      | 10                      | - UK: Silver - US: Gold       |
| Welcome Back My Friends to the Show That Never Ends...                                                | - Дата выпуска: 19 августа 1974 - Лейбл: Manticore      | 6                       | 2                       | 6                       | —                       | 26                      | 7                       | —                       | 16                      | 4                       | - US: Gold                    |
| In Concert 1977                                                                                       | - Дата выпуска: 18 ноября 1979 - Лейбл: Atlantic        | —                       | —                       | 80                      | —                       | —                       | —                       | 3                       | —                       | 73                      |                               |
| Live at the Royal Albert Hall 1992                                                                    | - Дата выпуска: Февраль 1993 - Лейбл: Sanctuary         | —                       | —                       | —                       | —                       | 92                      | —                       | —                       | —                       | —                       |                               |
| Works Live 1977                                                                                       | - Дата выпуска: 1993 - Лейбл: Victor                    | —                       | —                       | —                       | —                       | —                       | —                       | —                       | —                       | —                       |                               |
| Live at the Isle of Wight Festival 1970                                                               | - Дата выпуска: 1997 - Лейбл: Sanctuary                 | —                       | —                       | —                       | —                       | —                       | —                       | —                       | —                       | —                       |                               |
| Live in Poland                                                                                        | - Дата выпуска: 1997 - Лейбл: Sanctuary                 | —                       | —                       | —                       | —                       | —                       | —                       | —                       | —                       | —                       |                               |
| King Biscuit Flower Hour: Greatest Hits Live                                                          | - Дата выпуска: 1997 - Лейбл: King Biscuit              | —                       | —                       | —                       | —                       | —                       | —                       | —                       | —                       | —                       |                               |
| Then and Now                                                                                          | - Дата выпуска: 24 ноября 1998 - Лейбл: Eagle           | —                       | —                       | —                       | —                       | —                       | —                       | —                       | —                       | —                       |                               |
| The Original Bootleg Series from the Manticore Vaults Vol.1                                           | - Дата выпуска: 2001 - Лейбл: Castle                    | —                       | —                       | —                       | —                       | —                       | —                       | —                       | —                       | —                       |                               |
| The Original Bootleg Series from the Manticore Vaults Vol.2                                           | - Дата выпуска: 2001 - Лейбл: Castle                    | —                       | —                       | —                       | —                       | —                       | —                       | —                       | —                       | —                       |                               |
| The Original Bootleg Series from the Manticore Vaults Vol.3                                           | - Дата выпуска: 2002 - Лейбл: Castle                    | —                       | —                       | —                       | —                       | —                       | —                       | —                       | —                       | —                       |                               |
| From the Front Row… Live!                                                                             | - Дата выпуска: 2003 - Лейбл: Silverline                | —                       | —                       | —                       | —                       | —                       | —                       | —                       | —                       | —                       |                               |
| The Original Bootleg Series from the Manticore Vaults Vol.4                                           | - Дата выпуска: 2006 - Лейбл: Castle                    | —                       | —                       | —                       | —                       | —                       | —                       | —                       | —                       | —                       |                               |
| A Time and a Place                                                                                    | - Дата выпуска: 14 мая 2010 - Лейбл: Shout! Factory     | —                       | —                       | —                       | —                       | —                       | —                       | —                       | —                       | —                       |                               |
| High Voltage                                                                                          | - Дата выпуска: 5 октября 2010 - Лейбл: Concert Live    | —                       | —                       | —                       | —                       | —                       | —                       | —                       | —                       | —                       |                               |
| Live at Nassau Coliseum '78                                                                           | - Дата выпуска: 22 февраля 2011 - Лейбл: Shout! Factory | —                       | —                       | —                       | —                       | —                       | —                       | —                       | —                       | —                       |                               |
| Live at the Mar Y Sol Festival '72                                                                    | - Дата выпуска: 6 декабря 2011 - Лейбл: Shout! Factory  | —                       | —                       | —                       | —                       | —                       | —                       | —                       | —                       | —                       |                               |
| Live in California 1974                                                                               | - Дата выпуска: 2012 - Лейбл: Shout! Factory            | —                       | —                       | —                       | —                       | —                       | —                       | —                       | —                       | —                       |                               |
| Live in Montreal 1977                                                                                 | - Дата выпуска: 2013 - Лейбл: Shout! Factory            | —                       | —                       | —                       | —                       | —                       | —                       | —                       | —                       | —                       |                               |
| Live from Manticore Hall                                                                              | - Дата выпуска: 2014 - Лейбл: Manticore Records         | —                       | —                       | —                       | —                       | —                       | —                       | —                       | —                       | —                       |                               |
| Once Upon a Time: Live in South America 1997                                                          | - Дата выпуска: 2015 - Лейбл: Rockbeat                  | —                       | —                       | —                       | —                       | —                       | —                       | —                       | —                       | —                       |                               |
| Live at Montreux 1997                                                                                 | - Дата выпуска: 2015 - Лейбл: Eagle                     | —                       | —                       | —                       | —                       | —                       | —                       | —                       | —                       | —                       |                               |
| Masters from The Vaults                                                                               | - Дата выпуска: 2017 - Лейбл: Vivid                     | —                       | —                       | —                       | —                       | —                       | —                       | —                       | —                       | —                       |                               |
| Fanfare 1970—1997                                                                                     | - Дата выпуска: 2017 - Лейбл: BMG                       | —                       | —                       | —                       | —                       | —                       | —                       | —                       | —                       | —                       |                               |
| «—» обозначает релизы (выпуски), которые не попали в чарты или не были выпущены на данной территории. |                                                         |                         |                         |                         |                         |                         |                         |                         |                         |                         |                               |

### Компиляционные альбомы
| Название альбома                                                                                      | Данные альбома                                               | Высшие позиции в чартах | Высшие позиции в чартах | Высшие позиции в чартах | Высшие позиции в чартах | Высшие позиции в чартах | Сертификации (уровень продаж) |
| Название альбома                                                                                      | Данные альбома                                               | UK                      | UK Indie                | ITA                     | SCO                     | US                      | Сертификации (уровень продаж) |
| --- | ------------------------------------------------------------ | ----------------------- | ----------------------- | ----------------------- | ----------------------- | ----------------------- | ----------------------------- |
| The Best of Emerson, Lake & Palmer                                                                    | - Дата выпуска: Ноябрь 1980 года - Лейбл: Atlantic           | —                       | —                       | —                       | —                       | 108                     | - UK: Gold                    |
| The Atlantic Years                                                                                    | - Дата выпуска: 1992 год - Лейбл: Atlantic                   | —                       | —                       | —                       | —                       | —                       |                               |
| The Return of the Manticore                                                                           | - Дата выпуска: 16 ноября 1993 года - Лейбл: Rhino           | —                       | —                       | —                       | —                       | —                       |                               |
| The Best of Emerson, Lake & Palmer                                                                    | - Дата выпуска: 1994 год - Лейбл: Atlantic                   | —                       | —                       | —                       | —                       | —                       |                               |
| Classic Rock featuring «Lucky Man»                                                                    | - Дата выпуска: 1994 год - Лейбл: Rebound                    | —                       | —                       | —                       | —                       | —                       |                               |
| The Very Best of Emerson, Lake & Palmer                                                               | - Дата выпуска: 2000 - Лейбл: Rhino                          | —                       | —                       | —                       | —                       | —                       |                               |
| Extended Versions:The Encore Collection                                                               | - Дата выпуска: 2000 год - Лейбл: BMG                        | —                       | —                       | —                       | —                       | —                       |                               |
| Fanfare for the Common Man                                                                            | - Дата выпуска: 2001 год - Лейбл: Sanctuary                  | —                       | —                       | —                       | —                       | —                       | - UK: Gold                    |
| The Ultimate Collection                                                                               | - Дата выпуска: 19 июня 2004 года - Лейбл: Sanctuary         | 43                      | 5                       | 59                      | 48                      | —                       |                               |
| The Essential Emerson, Lake & Palmer                                                                  | - Дата выпуска: 2007 год - Лейбл: Manticore                  | —                       | —                       | —                       | —                       | —                       |                               |
| From the Beginning                                                                                    | - Дата выпуска: 17 сентября 2007 года - Лейбл: Sanctuary     | —                       | —                       | —                       | —                       | —                       |                               |
| Gold Edition                                                                                          | - Дата выпуска: Декабрь 2007 года - Лейбл: Nun Entertainment | —                       | —                       | —                       | —                       | —                       |                               |
| «—» обозначает релизы (выпуски), которые не попали в чарты или не были выпущены на данной территории. |                                                              |                         |                         |                         |                         |                         |                               |

### Синглы
| Год                                                                                                   | Название                            | Высшие позиции в чартах | Высшие позиции в чартах | Высшие позиции в чартах | Высшие позиции в чартах | Высшие позиции в чартах | Высшие позиции в чартах | Высшие позиции в чартах | Сертификации (уровень продаж) | Альбом                      |
| Год                                                                                                   | Название                            | UK                      | BEL                     | CAN                     | GER                     | ITA                     | NED                     | US                      | Сертификации (уровень продаж) | Альбом                      |
| --- | ----------------------------------- | ----------------------- | ----------------------- | ----------------------- | ----------------------- | ----------------------- | ----------------------- | ----------------------- | ----------------------------- | --------------------------- |
| 1970                                                                                                  | «Lucky Man»                         | —                       | 20                      | 25                      | 23                      | —                       | 12                      | 48                      |                               | Emerson, Lake & Palmer      |
| 1971                                                                                                  | «Stones of Years» [E]               | —                       | —                       | —                       | —                       | —                       | —                       | —                       |                               | Tarkus                      |
| 1972                                                                                                  | «Nutrocker» (live)                  | —                       | —                       | 48                      | —                       | —                       | —                       | 70                      |                               | Pictures at an Exhibition   |
| 1972                                                                                                  | «From the Beginning»                | —                       | —                       | 34                      | —                       | —                       | —                       | 39                      |                               | Trilogy                     |
| 1972                                                                                                  | «Hoedown» [A]                       | —                       | —                       | —                       | —                       | —                       | —                       | —                       |                               | Trilogy                     |
| 1973                                                                                                  | «Jerusalem»                         | 52                      | —                       | —                       | —                       | 49                      | —                       | —                       |                               | Brain Salad Surgery         |
| 1977                                                                                                  | «Fanfare for the Common Man»        | 2                       | —                       | —                       | —                       | —                       | —                       | —                       | - UK: Silver                  | Works Volume 1              |
| 1977                                                                                                  | «C’est la Vie» [B]                  | —                       | —                       | —                       | —                       | —                       | —                       | —                       |                               | Works Volume 1              |
| 1977                                                                                                  | «Tiger in a Spotlight» [D]          | —                       | —                       | —                       | —                       | —                       | —                       | —                       |                               | Works Volume 2              |
| 1977                                                                                                  | «Maple Leaf Rag» [C]                | —                       | —                       | —                       | —                       | 26                      | —                       | —                       |                               | Works Volume 2              |
| 1978                                                                                                  | «Watching Over You» [B]             | —                       | —                       | —                       | —                       | —                       | —                       | —                       |                               | Works Volume 2              |
| 1978                                                                                                  | «All I Want Is You»                 | —                       | —                       | —                       | —                       | —                       | —                       | —                       |                               | Love Beach                  |
| 1978                                                                                                  | «Canario» [D]                       | —                       | —                       | —                       | —                       | —                       | —                       | —                       |                               | Love Beach                  |
| 1979                                                                                                  | «Peter Gunn» (live)                 | —                       | 16                      | —                       | —                       | —                       | 4                       | —                       |                               | In Concert                  |
| 1992                                                                                                  | «Black Moon»                        | —                       | —                       | —                       | —                       | —                       | —                       | —                       |                               | Black Moon                  |
| 1992                                                                                                  | «Affairs of the Heart»              | —                       | —                       | —                       | —                       | —                       | —                       | —                       |                               | Black Moon                  |
| 1993                                                                                                  | «I Believe in Father Christmas» [F] | —                       | —                       | —                       | —                       | —                       | —                       | —                       |                               | The Return of the Manticore |
| «—» обозначает релизы (выпуски), которые не попали в чарты или не были выпущены на данной территории. |                                     |                         |                         |                         |                         |                         |                         |                         |                               |                             |

Примечания
- A^ — издан во Франции.
- B^ — A-side иногда числятся как 'Greg Lake'.
- C^ — издан в Италии. A-side числится как 'Keith Emerson'.
- D^ — издан в Германии.
- E^ — издан в США/Канаде.
- F^ — новая студийная версия 1993

### Видео
- Isle of Wight Festival 1970 (Laserdisc 1971)
- Pictures at an Exhibition (VHS & DVD, 1986)
- The Manticore Special (VHS, 2003)
- Works Orchestral Tour (VHS, 2003)
- Live at the Royal Albert Hall (DVD, 2003)
- Welcome Back …. (DVD, 2003)
- Masters from The Vaults (DVD, 2004)
- Live at Montreux 1997 (DVD, 2004)
- Beyond the Beginning (DVD, 2005)
- Pictures at an Exhibition — 35th Anniversary Special Edition (DVD, 2005)
- The Manticore Special: Works Orchestral Tour (DVD, 2005)
- The Birth of a Band — Isle of Wight 1970 (DVD, 2006)
- Live at the Royal Albert Hall (DVD, 2009)
- Welcome Back My Friends: 40th Anniversary Reunion Concert (DVD & Blu-ray, 2011)